# Мају Икеџири
Мају Икеџири (јап. 池尻 茉由; 19. децембар 1996) јапанска је фудбалерка.

## Репрезентација
За репрезентацију Јапана дебитовала је 2019. године. За тај тим одиграла је 6 утакмица и постигла је 2 гола.

## Статистика
| Јапан  | Јапан | Јапан |
| Год.   | Ута.  | Гол.  |
| ------ | ----- | ----- |
| 2019   | 6     | 2     |
| Укупно | 6     | 2     |